# Kate Condon
Kate Condon (4 de febrero de 1877 – 27 de mayo de 1941) fue una cantante de contralto estadounidense que actuó en óperas cómicas y en grand opera en Broadway, Condon también trabajo en teatros de ópera durante las primeras décadas del siglo XX.

## Primeros años
Condon nació en 1877 en Bloomington, Illinois, fue la segunda hija de William y Bridget Condon. Algunos registros dicen que nació el 4 de febrero de 1880, pero eso es poco probable ya que su hermano menor, Thomas, nació en octubre de 1879. Los padres de Condon se instalaron a Estados Unidos desde Irlanda durante la Guerra de Secesión, se casaron en 1859, donde se instalaron en Bloomington, en 1860 nació su primer hijo. El padre de Condon fue un reconocido cormeciante en Illinois.

## Carrera
La primera aparición de Condon fue en una producción en Nueva York en noviembre de 1900, jugando Siebel en la producción de Charles Gounod Fausto de Metropolitan Opera. Aunque anteriormente era miembro del Teatro Castle Square en Boston Más tarde, Condon actuaría en Broadway juntó con Jefferson De Angelis, De Wolf Hopper, Fritzi Scheff, y Tyrone Power, Sr. Su primer papel en Broadway fue Molly O'Grady en The Emerald Isle en 1902. Entre otra apariciones en Broadway, en 1913 apareció en reestrenos de dos óperas de Gilbert y Sullivan. Condon cruzó el Atlántico durante la Primera Guerra Mundial para entretener a los tropas  que servían para la Fuerza Expedicionaria Estadounidense en Francia. En 1917–18, cerca del final de su carrera, hizo su último papel en Broadway en una exitosa reposición del musical Chu Chin Chow.

## Matrimonios
En 16 de mayo de 1903, Condon se casó con Edward Burke Scott en New Haven (Connecticut). Scott fue un actor teatral y tesorero de la Compañía de Ópera de Frank Daniel, bajo la dirección de Charles Dillingham. En noviembre, tan solo 6 meses de su matrimonio, Scott desapareció mientras Condon estaba de gira en el Medio Oeste y nunca más fue visto. Y varios miles de dólares habían desaparecido de las cuentas de la compañía de óperas.
Cinco años después, Condon viajó a Roma para solicitar una dispensación para que la liberara de su matrimonio con Scott y para poder casarse con el comediante Peter F. Dailey. Condon telegrafió a Dailey el 23 de mayo de 1908 para informarle que había concedido su solicitud; pero Condon no sabía que Dailey se había enfermado y había muerto, por lo que no pudo ver su mensaje.
En septiembre de 1926, William B. Victor, un socio de una exitosa empresa inmobiliaria de Nueva Orleans se suicidó. Tiempo después, un pariente de su marido se puso en contacto con Condon y le dijo que Víctor y Scott podrían ser la misma persona. Esto se confirmó cuando viajó a Nueva Orleans en febrero de 1927 e identificó los restos de su esposo.

## Muerte
Condon murió en su residencia de Chicago en 1941, a los 64 años, le sobrevivieron sus tres hermanos.